# Ant Nation
Ant Nation est un jeu vidéo de stratégie en temps réel mettant en scène des fourmis développé et édité par Konami, sorti en 2009 sur WiiWare et Nintendo DS.

## Accueil
- IGN : 5,4/10 (WiiWare)[1]
- Nintendo Life : 7/10 (WiiWare)[2]
- Nintendo Power : 2/10 (DS)[3]